# Орлов, Андрей Александрович
Андре́й Алекса́ндрович Орло́в (род. 1960, Москва) — советский и американский социолог культуры, библеист, специализирующийся по раннему христианству и иудаике. С 1991 года живёт в США. Кандидат социологических наук, кандидат богословия, доктор философии по религиоведению. Профессор Университета Маркетт в штате Висконсин.

## Биография
Родился в 1960 году в Москве.
В 1978—1980 гг. служил в Советской армии. Старший сержант войск ПВО.
По окончании службы в армии Орлов в 1980 году поступает на факультет журналистики Московского Государственного Университета им. М. В. Ломоносова.
В 1983 году Орлов присоединяется к научному семинару по изучению массового сознания, который в то время возглавлял известный советский философ и социолог Б. А. Грушин. Одной из главных задач семинара была попытка изучения и легитимизации понятия «массового сознания» в особых идеологических условиях середины 80-х годов прошлого века в СССР, когда главной номенклатурой тогдашней официальной науки было классовое сознание. Понимая опасность обсуждения проблематичной категории «массового сознания» по месту своей основной работы в Институте философии АН СССР, где подобное исследование могло вызвать неоднозначную реакцию и даже политические преследования, Грушин решил развернуть эту дискуссию на факультете журналистики МГУ, где идеологическая цензура была в то время не так сильна. Грушинский семинар, который Орлов посещал с момента его основания в 1983 году до его роспуска в 1989 году, сыграл очень важную роль в формировании его научного мировоззрения, дав возможность познакомиться с главными философскими течениями середины и конца 20 столетия, включая постструктурализм, аналитическую философию и феноменологию. Эти методологические парадигмы позже станут важными составляющими для формирования герменевтических подходов Орлова в его исследованиях иудейской и христианской апокалиптики и мистики.
В 1986 году Орлов окончил факультет журналистики Московского государственного университета.
В 1986 году, получив степень бакалавра на факультете журналистики МГУ, Орлов, по совету Б. А. Грушина, поступает в аспирантуру. В 1990 году он в Институте социологии Российской академии наук успешно защищает, под руководством Грушина, кандидатскую диссертацию по социологии культуры. Его работа, опираясь на методологическое наследие Ханса-Георга Гадамера, Йохана Хёйзинги и Хосе Ортеги-и-Гассета, исследует феномен игры как методологический инструмент для интерпретации культуры. Научным оппонентом при защите его диссертации выступает известный советский и российский социолог Ю. А. Левада, сам уделивший многие годы изучению игровой деятельности. В 1969 году, «за идеологические ошибки в лекциях», Левада был лишён звания профессора и уволен из Института социологии (тогдашнем Институте конкретных социальных исследований АН СССР), где он заведовал сектором теории и методологии. Приглашать его в роли оппонента на защиту в Институт социологии, из которого он однажды был изгнан, было очень рискованным делом. Ведь люди, которые участвовали в той политической чистке, теперь сидели в научном совете. Подобное рискованное решение чуть было не стоило Орлову научной степени—при проведении тайного голосования по его диссертации три бюллетеня были против. Если бы их было четыре—диссертация была бы отвергнута.
В 1990—1991 годах был старшим научным сотрудником Института социологии Российской академии наук.
В 1991 году Орлов переезжает в США.
В 1991—1997 работал в качестве научного сотрудника (с 1993 — адъюнкт-профессор) в Абилинском христианском университете
В 1995 году и в 1997 году оканчивает Колледж библейских исследований Абилинского христианского университете, где получает степени бакалавра новозаветных исследований и магистра богословия соответственно.
В 1998—2002 работал ассистентом в Университете Маркетта
В 2002—2003 годах был на престижной стипендии John P. Raynor, S.J., учрежденной в честь одного из бывших президентов Университета Маркетт.
В 2003 году в Университете Маркетта под научным руководством доктора Дейрдре Демпси (англ. Deirdre A. Dempsey) защищает докторскую диссертацию (Ph.D) по религиоведению по традиции Еноха-Метатрона (англ. From Patriarch to the Youth: The Metatron Tradition in 2 Enoch). Его диссертация публикуется Мартином Хенгелем и Питером Шейфером в одной из самых престижных серий по иудаике (Texts and Studies in Ancient Judaism, Tuebingen, Mohr-Siebeck).
В 2003—2004 годах работал преподавателем богословского факультета Университете Маркетта
В 2004—2009 годах старший преподаватель богословского факультета Университете Маркетта
В 2009—2011 годах ассоциированный профессор (доцент) богословского факультета Университете Маркетта
С 2012 года профессор богословского факультета Университете Маркетта
Автор ряда получивших международное признание научных трудов по иудейской апокалиптике и мистике Второго Храма.

## Влияния
Новая школа истории религий
Уже во время учебы в Абилинском Христианском Университете Орлов начинает осознавать ограниченность современных историко-критических подходов к изучению библейских и псевдоэпиграфических текстов. Это, в конечном итоге, приводит его к углубленному изучению премодернистских способов библейской интерпретации, практиковавшихся в древних религиозных общинах, включая таргум и мидраш, а также экзегезис христианских отцов Церкви. В то же самое время в Абилине он продолжает исследование концептуальных связей между иудейской апокалиптикой и ранней иудейской мистикой. Эти научные интересы в середине 90-х годов приводят Орлова к коллективу ученых, объединенных в группе по ранней иудейской и христианской мистике международного Общества библейской литературы. В нее в то время входили многие известные библеисты и специалисты по иудаике среди которых были Алан Сигал, Кристофер Роуланд, Ярл Фоссум, Ларри Хартадо, Эйприл Де Коник, Чарльз Гиешен, Кристофер Моррей-Джонс, Джеймс Давила, Криспин Флетчер-Луи и другие. В научной литературе многие члены этой группы часто фигурировали как «Новая школа истории религий». Происхождение названия «Новая школа истории религий» традиционно приписывается Мартину Хенгелю, который обозначал этим термином вышеупомянутую когорту североамериканских и британских ученых, изучающих раннюю христологию с точки зрения иудейской апокалиптики и мистики. Именно они оказали одно из самых важных воздействий на методологические подходы Орлова. Несколько его работ, в том числе его книга Слава невидимого Бога: Две силы на небесах и ранняя христология, можно рассматривать как проекты, которые испытали сильное влияние методологии «Новой школы истории религий». В Славе невидимого Бога Орлов, опираясь на ранние идеи одного из главных представителей школы—Алана Сигала, выраженные в его классической работе Две силы на небесах: ранние раввинистические свидетельства о христианстве и гностицизме, развивает их далее в свете методологических уроков других представителей «Новой школы истории религий», включая Ларри Хартадо, Чарльза Гишена и Криспина Флетчера-Луи. Книга исследует иудейские традиции о так называемых «двух силах на небесах» и их влияние на синоптические рассказы о крещении и преображении Иисуса, демонстрируя роль этих преданий в формировании ранних христологических представлений.
Семинар Еноха
Другим важным научным сообществом, которое оказало влияние на исследовательскую методологию Орлова, и в особенности, на его подход к иудейской апокалиптической традиции был Enoch Seminar. Основанный в 2000 году Габриэле Боккаччини, этот семинар представлял собой своего рода неформальный научный фору, на котором международные эксперты самого высокого уровня, специализирующиеся на различных аспектах раннего иудаизма, имели возможность встречаться время от времени и обсуждать лицом к лицу самые насущные вопросы их научной сферы. Часто выводы конференций Семинара Еноха бросали открытый вызов существующему научному консенсусу. Орлов участвовал в нескольких, проводимых раз в два года, сессий Семинара Еноха, включая конференции проходившие в Камалдолийском монастыре в 2005 году, в Равенне в 2007 году, в Неаполе в 2009 году и снова в Камалдолийском монастыре в 2013 году. Его доклады были опубликованы в материалах этих конференций. В 2009 году Боккаччини пригласил Орлова организовать и возглавить пятую сессию Семинара Еноха в Неаполе под названием «Енох, Адам, Мелхиседек: Небесные посредники во Второй книге Еноха и иудаизме Второго Храма». На конференции обсуждалась роль Еноха, Адама и Мелхиседека как небесных посредников в иудаизме Второго Храма, с особым акцентом на Вторую книгу Еноха. Также на пятой сессии Семинара Еноха, где присутствовали 55 ученых из 16 стран мира, были обнародованы только что идентифицированные тогда Йоостом Хагеном фрагменты Второй книги Еноха на коптском языке. Материалы конференции были позже опубликованы в сборнике Новые перспективы на Вторую книгу Еноха: Теперь не только на славянском (2012) и в итальянском журнале Henoch. Участие Орлова в конференциях Семинара Еноха несомненно обогатило его методологию и его понимание традиции Еноха как особого идеологического движения с уникальными ангелологическими и демонологическими характеристиками.
Богословская школа «Теофанейя»
На протяжении всей научной карьеры Орлова одним из самых существенных направлений его научного поиска была попытка осмыслить важность иудейских корней ранней христианской мистики и ее глубокой связи с иудейской апокалиптикой. На этот поиск исконной иудейской матрицы христианского богословия и духовности вне сомнения повлияло его многолетнее сотрудничество с Александром Голицыным, его учителем и духовным наставником, который лично оказал решающее влияние на формирование интересов Орлова в этой области. Уже во время обучения в аспирантуре в Университете Маркет Орлов вместе с Голицыным основал неформальный семинар по иудейским корням восточно-христианской мистики, который через некоторое время превратился в то, что впоследствии получило широкую известность как богословская школа «Теофанейя». Основной целью этого уникального богословского проекта, на ранних стадиях которого принимали участие всего лишь несколько докторантов и преподавателей богословского факультета университета Маркет, была попытка привлечь внимание к символике богоявления или теофании как сущностному элементу православного богословия—элементу, который был предан забвению не только в западной богословской академической науке, но в современном православном богословии. Хотя первоначальная идея школы выросла из небольшого неформального семинара по иудейским корням восточно-христианской мистике, проводимого Голицыным и Орловым с 2002 года на богословском факультете Университета Маркет, значение этого богословского проекта вскоре переросло узкие университетские рамки и онлайновая версия семинара стала всемирно известным ресурсом по иудейской и христианской апокалиптике и мистике. В 2007 году Орлов вместе с Василием Лурье выпустил сборник Богословская школа Теофанейя: Иудейские корни восточно-христианской мистики, в который вошли статьи Голицына и других членов новой богословской школы. Том стал своего рода печатным манифестом этого богословского форума. В 2020 году под редакцией Орлова был выпущен фестшрифт Голицына, озаглавленный как Иудейские корни восточно-христианской мистики: Очерки в честь Александра Голицына, в котором методологические постулаты богословской школы «Теофанейя» получили дальнейшее развитие.

## Научные проекты
Основные научные работы Орлова посвящены анализу истоков и эволюции ранней иудейской и христианской апокалиптики и мистики, проблемам иудейской и христианской ангелологии и демонологии, вопросам развития енохической традиции, иудейским корням ранней христологии и исследованию ветхозаветных псевдоэпиграфов, сохранившихся на славянском языке.
Новое понимание истоков ранней иудейской мистики
В сфере изучения ветхозаветных псевдоэпиграфов, сохранившихся на славянском языке, большая часть его работ касается двух ранних иудейских апокалипсисов: так называемой Второй книге Еноха и Откровения Авраама. В этих двух произведениях иудейские ангелологические и демонологические предания достигают своего важного символического апогея. Эти два ранних иудейских источника также содержат уникальные сочетания визионерских и теофанических традиций, которые делают их своего рода мостом между иудейской апокалиптикой и более поздней иудейской мистикой, получившей развитие в раввинистической традиции и литературе Хейхалот. В основе первой книги Орлова, Традиция Еноха-Метатрона, которая представляет собой публикацию его докторской диссертации, лежит исследование ангелологических традиций Второй книги Еноха. Работа прослеживает истоки возникновения предания о высшем ангеле Метатроне, которого ученые часто воспринимают как связывающий символ между иудейской апокалиптикой Второго Храма и ранней иудейской мистикой. В своей книге Орлов приводит доводы в пользу происхождения фигуры Метатрона из ранней енохической литературы и особенно из ангелологических преданий, отраженных во Второй книге Еноха. Такая возможность происхождения загадочного образа Метатрона из ранних апокалиптических источников уже была предметом нескольких предыдущих исследований, включая основополагающие работы Гершома Шолема. В этих штудиях Метатрон часто рассматривался как важный символ для понимания истоков ранней иудейской мистики. Однако работы Орлова пытаются преодолеть недостатки и ограничения двух предыдущих научных подходов, которые доминировали долгие десятилетия в дискуссиях о корнях и развитии ранней иудейской мистики в течение последних нескольких десятилетий: старой «шолемовской» парадигмы, которая берет свое начало в классических исследований Гершома Шолема, и более новой «шеферианской» парадигмы, связанной с работами Питера Шефера и его учеников. В течение многих лет эти два лидирующих научных подхода находились в тупиковом противостоянии: в то время как «шолемовская» теория приводила доводы в пользу корней ранней иудейской мистики в апокалиптических традициях о Божественной Колеснице, «шеферианская» парадигма отрицала такие прямые связи между апокалиптикой и ранними иудейскими мистическими свидетельствами отраженными в корпусе литературы Хейхалот. Уже в своей ранней работе Традиция Еноха-Метатрона (2005) и далее, в его более позднем исследовании Иаоил и Метатрон: Аудиальная апокалиптика и истоки ранней иудейской мистики (2017), Орлов предлагает новую модель для понимания истоков и эволюции ранней иудейской мистики, обнаруживая корни этого феномена не в «визуальной» апокалиптической традиции Божественной Колесницы, а в «аудиальной» или «слуховой» апокалиптике, обнаруживаемой в Откровении Авраама и Кумранских Песнях субботнего жертвоприношения. Подход Орлова, таким образом, предлагает новое понимание истоков ранней иудейской мистики, которое устраняет классическую дилемму «шолемовской» и «шеферианской» парадигм.
Исследования по иудейской и христианской демонологии
Еще один важный аспект исследований Орлова связан с изучением иудейских и христианских демонологических традиций. В последнее десятилетие он выпустил целую плеяду книг, посвященных разным аспектам христианской и иудейской демонологии, включая такие работы как Темные зеркала: Азазель и Сатанаэль в ранней иудейской демонологии (2011), Божественные козлы отпущения: Демонический мимесис в ранней иудейской мистике (2015), Искупительная диада: Два козла ритуала Йом-Кипур в Откровении Авраама (2016), Демоны перемен: Антагонизм и апофеоз в иудейской и христианской апокалиптике (2020) и Антропологии злого влечения в Откровении Авраама (2020). В этих монографиях он подвергает анализу истоки и эволюцию двух основных иудейских мифологий зла—адамической и енохической, истоки одной из которых прослеживаются в библейском повествовании о падении Адама и Евы в Эдемском саду, в то время как другой—в енохическом предании о сошествии падших ангелов на землю в допотопный период. В своих демонологических работах Орлов особо уделяет внимание изучению символики симметричных соответствий между небесным и демоническим, показывая, что иудейские и христианские апокалипсисы дают нам множество иллюстраций странного и парадоксального параллелизма небесных и инфернальных измерений, в которых демонические существа пытаются имитировать не только особенности ангельских персонажей, но и даже атрибуты Самого Бога. Один из примеров этого парадоксального соответствия между божественными и демоническими реалиями, часто анализируемый во многих статьях и книгах Орлова, это эпизод из Откровения Авраама, где антигерой повествования, падший ангел Азазель, изображается как обладатель собственной славы или кавода, атрибута, который в апокалиптических текстах является прерогативой исключительно изображения Бога. Наделение демона такими необычными теофаническими регалиями не единичный случай, а часть более широкой идеологической тенденции апокалиптической литературы, которая порой открывает перед глазами её читателей парадоксальную симметрию божественных и демонических сил. Орлов показывает, что динамика временной и пространственной симметрий, проявляющаяся в апокалиптических текстах, ответственна еще за один тип симметричной корреляции, который часто проявляется в парадоксальном отражении ролей и атрибутов героев и антигероев апокалиптических сюжетов. Этот тип соответствия можно рассматривать как своего рода обратную симметрию, в которой антагонист или герой рассказа буквально меняются местами друг с другом, приобретая специфические атрибуты и характеристики своих оппонентов. В ходе этих преображений своеобразные атрибуты и роли главных героев, или их бесславных антагонистов, становятся таинственно отражаемыми во вновь приобретенных ролях и атрибутах их противников. Так, например, в енохической Книге Стражей, падшие ангелы, бывшие соучастниками небесной литургии, покидают их возвышенные места в небесном богослужении и нисходят на землю, чтобы взять на себя брачные обязательства человеческих существ, в то время как их праведный человеческий антипод, патриарх Енох, восходит на небо, чтобы стать священником в небесном храме. Обмен ролей между героями и антигероями повествования здесь четко различим, так как обе стороны изображены как зеркально отражающие друг друга в их взаимном обмене судеб, ролей, атрибутов и даже одежд.
Во многих своих работах Орлов также утверждает, что вышеупомянутая парадоксальная симметрия между божественным и демоническим часто заключала в себе особый культовый аспект, проявляющийся в ритуальных ролях главных действующих лиц апокалиптической драмы, который проистекал из традиционных литургических и священнических установок иудейских храмовых служб, включая ритуал Йом-Кипура. В этой культовой перспективе поверженные антагонисты часто выполняют функции вселенских козлов отпущения, которые призваны взять на себя одеяния грехов человечества, чтобы унести их с собой в дальние обители своего изгнания. Исследователи часто видят в этих очистительных процедурах отражение одной из основополагающих культовых динамик, проявляющихся также и в ритуале козла отпущения, где вхождение первосвященника в божественное присутствие, символизируемое его входом в Святая Святых Иерусалимского Храма, противопоставлено удалению человеческих грехов в пустыню с помощью козла отпущения. Наличие подобного феномена не представляется случайным, поскольку он отражает фундаментальный принцип иудейской религиозной традиции, в которой земные культовые реальности рассматриваются как отражение небесных. Основной смысл этой культовой симметрии часто выражался фразой «на земле, как на небе», концепцией, которая представляла земное святилище как структуру, созданную в соответствии с небесным образцом и поддерживаемую божественной реальностью.
Исследование концепции небесного двойника
Орлов углубленно изучает эту концепцию симметрии земного и небесного в другой своей монографии — Величайшее зеркало: Небесные двойники в иудейских псевдоэпиграфах (2017), где он подвергает пристальному анализу символику небесного двойника в различных иудейских псевдоэпиграфах. Орлов начал интересоваться темой небесного двойника с конца 90-х гг., уже в ходе работы над докторской диссертацией, посвященной развитию предания о Енохе-Метатроне. В одной из частей диссертации он исследовал мотив небесного двойника, который можно обнаружить в таких иудейских сочинениях, как Книга образов, Вторая книга Еноха, Эксагоге Иезекииля Трагика, Молитва Иосифа и Лествица Иакова. Эти первоначальные попытки изучения темы небесного двойника позднее были развиты в нескольких его статьях, опубликованных в различных научных журналах и сборниках. Позже он также расширил область своих исследований в этой сфере, включив в нее изучение иудейских демонологических переосмыслений мотива небесного двойника, результатом чего стало несколько уже упомянутых ранее книг, посвященных симметрии небесных и демонических реалий. В 2011 г., во время его полугодичного отпуска в Институте Фундаментальных Исследований Еврейского университета в Иерусалиме, Орлов приступил к систематической работе над монографией, посвященной преданиям о небесных двойниках в иудейских псевдоэпиграфах, которую он смог завершить только в 2017 году. Эта итоговая монография проливает свет не только на истоки и историю символизма небесного двойника в иудейских, христианских, манихейских и поздних каббалистических источниках, но и на значение концепции небесного двойника для понимания истинной природы приписываемого авторства псевдоэпиграфических текстов, в которых апокалиптические откровения излагаются от имени выдающихся библейских персонажей прошлого, зачастую представленных кем-то из первых патриархов или пророков. Участие авторитетной фигуры в повествованиях такого рода имело решающее значение для формирования преданий, передававшихся от имени Еноха, Ноя, Варуха или других библейских персонажей в рамках литературных течений, насчитывающих тысячелетия своей жизни и преодолевших многочисленные религиозные, географические и политические барьеры. Подобного рода заимствование имени и авторитета известных фигур библейской истории, позволяющее авторам псевдоэпиграфических текстов представлять новые откровения от лица этих выдающихся героев библейской истории, не может быть полностью прояснено без правильного понимания преданий о небесных двойниках, в которых адепт идентифицируется с его небесным «я», часто в виде небесного образа библейского персонажа. Таким образом, процесс обретения небесного двойника можно рассматривать как очень важное событие в единении адепта с персонажем мистических или литературных преданий, после чего он принимает участие в литературной и мистической «истории» этого персонажа благодаря обряду посвящения, совершаемого ангелом, а также обретению им небесных обязанностей библейского героя, вокруг имени которого сформировалось многовековое предание.
Исследование иудейских корней ранней христологии
Хотя большинство работ Орлова и посвящено иудейским апокалиптическим и мистическим традициям, он также внес свой весомый вклад в понимание иудейской матрицы ранних христианских произведений. Подобное измерение его научного творчества особенно проявлено в его книге Слава невидимого Бога: Две силы на небесах и ранняя христология, где он исследует иудейские традиции о так называемых «двух силах на небесах» и их влияние на синоптические рассказы о крещении и преображении Иисуса, демонстрируя роль этих преданий в формировании ранних христологических представлений.

## Научные труды

#### Книги
- Традиция Еноха-Метатрона (Texts and Studies in Ancient Judaism, 107; Tuebingen: Mohr-Siebeck, 2005) ISBN 3-16-148544-0.
- От апокалиптики к мистике меркавы (Supplements to the Journal for the Study of Judaism, 114; Leiden: Brill, 2007) ISBN 90-04-15439-6.
- Божественные манифестации в славянских ветхозаветных апокрифах (Orientalia Judaica Christiana, 2; Gorgias, 2009) ISBN 1-60724-407-1.
- Избранные исследования по славянским ветхозаветным апокрифам, (Studia in Veteris Testamenti Pseudepigrapha, 23; Leiden: Brill, 2009) ISBN 90-04-17879-1.
- Потаённые книги: иудейская мистика в славянских апокрифах (Серия Флавиана; Москва-Иерусалим: Гешарим, 2011) ISBN 978-5-93273-340-3 (ошибоч.) .
- Темные зеркала: Азазель и Сатанаил в ранней иудейской демонологии (Albany: SUNY Press, 2011) ISBN 978-1-4384-3951-8.
- Небесное священство в Откровении Авраама (Cambridge: Cambridge University Press, 2013) ISBN 978-1-107-03907-0.
- Воскрешение Ветхого Адама: Вознесение, преображение и обожение праведника в ранней иудейской мистике (Москва: ИВКА РГГУ, 2014) ISBN 978-5-98604-435-4.
- Божественные козлы отпущения: демоническая имитация в ранней иудейской мистике (Albany: SUNY Press, 2015) ISBN 978-1-4384-5583-9.
- Воскрешение Ветхого Адама: Вознесение, преображение и обожение праведника в ранней иудейской мистике. Второе, исправленное и расширенное издание (Символ, 66; Москва: Институт Св. Фомы, 2015) ISSN 02221292.
- Искупительная Диада: Обряд Йом Киппура в Откровении Авраама (Studia Judaeoslavica, 8; Leiden: Brill, 2015) ISBN 978-9-0043-0821-3.
- Подобие Небес: Азазель, Сатанаил и Левиафан в иудейской апокалиптике (Чейсовская Коллекция; Москва: Книжники. 2016) ISBN 978-5-9953-0486-9.
- Иаоил и Метатрон: Аудиальная апокалиптика и истоки ранней иудейской мистики (Texts and Studies in Ancient Judaism, 189; Tübingen: Mohr-Siebeck, 2017) ISBN 978-3-1615-5447-6.
- Великое Зеркало: Небесный двойник человека в иудейских псевдоэпиграфах (Albany: SUNY, 2017) ISBN 978-1-4384-6691-0.
- Зеркала Всевышнего: Небесный двойник человека в иудейской апокалиптике (СПб.: Издательство Олега Абышко, 2018) ISBN 978-5-6040487-0-2.
- Glory of the Invisible God: Two Powers in Heaven Traditions and Early Christology (Jewish and Christian Texts in Context and Related Studies, 31; London: Bloomsbury, 2019) ISBN 978-0-5676-9223-8.
- Demons of Change: Antagonism and Apotheosis in Jewish and Christian Apocalypticism (Albany: SUNY, 2020) ISBN 978-1-4384-8089-3.
- Ветхозаветные псевдоэпиграфы в славянской традиции (Москва: Институт Св. Фомы, 2020) ISBN 978-5-6042300-8-4.
- Yetzer Anthropologies in the Apocalypse of Abraham (WUNT 1.438; Tübingen: Mohr Siebeck, 2020) ISBN 978-3-16-159327-7.

#### Сборники
- Церковь двух Заветов: памяти Анни Жобер (1912—1980) (eds. B. Lourié, A. Orlov, M. Petit; 2nd edition; Orientalia Judaica Christiana, 1; Gorgias, 2008) ISBN 1-59333-083-9.
- Богословская школа Theophaneia: Иудейские корни восточно-христианской мистики (Scrinium III; eds. B. Lourie and A. Orlov; Gorgias, 2009) ISBN 1-60724-083-1.
- Symbola Caelestis: Le symbolisme liturgique et paraliturgique dans le monde chrétien (Scrinium V; eds. A. Orlov and B. Lourie, Gorgias, 2009) ISBN 978-1-60724-665-7.
- With Letters of Light: Studies in the Dead Sea Scrolls, Early Jewish Apocalypticism, Magic and Mysticism (Ekstasis: Religious Experience from Antiquity to the Middle Ages, 2; eds. Daphna Arbel and Andrei Orlov, De Gruyter, 2010) ISBN 978-3-11-022201-2.
- New Perspectives on 2 Enoch: No Longer Slavonic Only (eds. A. Orlov, G. Boccaccini, J. Zurawski; Studia Judaeoslavica, 4; Leiden: Brill, 2012) ISBN 978-90-04-23013-2.
- Ars Christiana. In Memoriam of Michail E. Murianov, Part I—II (eds. R. Krivko, B. Lourié, A. Orlov; Scrinium 8; Piscataway: Gorgias Press, 2012) ISBN 978-1-4632-0187-6; ISBN 978-1-4632-0186-9.
- Небесные посредники: Иудейские истоки ранней христологии (под ред. Т. Гарсии-Уидобро и А. А. Орлова; М.: Институт св. Фомы, 2016) ISBN 978-5-9907661-2-9.
- Небесный храм в раннем иудаизме и христианстве (под ред. Т. Гарсии-Уидобро и А. А. Орлова; М.: Институт св. Фомы, 2018) ISBN 978-5-9907661-1-2
- Традиции преображающего видения в иудаизме и христианстве (под ред. Т. Гарсии-Уидобро и А. А. Орлова; М.: Институт св. Фомы, 2020) ISBN 978-5-6042300-6-0.
- Jewish Roots of Eastern Christian Mysticism: Studies in Honor of Alexander Golitzin (Supplements to Vigiliae Christianae, 160; Leiden: Brill, 2020) ISBN 978-90-04-42952-9.

#### Статьи
- Andrei Orlov "Titles of Enoch-Metatron in 2 Enoch, " // Journal for the Study of the Pseudepigrapha[англ.] 18 (1998) 71-86
- Andrei Orlov "Melchizedek Legend of 2 (Slavonic) Enoch, " // Journal for the Study of Judaism 31 (2000) 23-38
- Andrei Orlov "The Origin of the Name 'Metatron' and the Text of 2 (Slavonic Apocalypse of) Enoch, " // Journal for the Study of the Pseudepigrapha[англ.] 21 (2000) 19-26
- Andrei Orlov "Secrets of Creation in 2 (Slavonic) Enoch, « // Henoch[англ.] 22 (2000) 45-62
- »'Noah’s Younger Brother': The Anti-Noachic Polemics in 2 Enoch, " // Henoch[англ.] 22 (2000) 207—221
- Andrei Orlov "Ex 33 on God’s Face: A Lesson from the Enochic Tradition, « // Seminar Papers 39, Society of Biblical Literature Annual Meeting 2000 (Atlanta: Scholars, 2000) 130-47
- Andrei Orlov »'Two Tablets' Traditions from the Book of Giants to Palaea Historica, " // Journal for the Study of Judaism 32 (2001) 137—158
- Andrei Orlov, A. Golitzin "Paradigms of the Transformational Vision in the Macarian Homilies, " // Vigiliae Christianae[англ.] 55 (2001) 281—298
- Andrei Orlov "The Heavenly Counterpart of the Visionary in the Slavonic Ladder of Jacob, " // Evans, Craig A.[англ.] (ed.), Of Scribes and Sages (Studies in Scripture in Early Judaism and Christianity, 10; Library of Second Temple Studies, 51; London; New York: T &T Clark, 2004) 59 — 76
- Andrei Orlov «Vested with Adam’s Glory: Moses as the Luminous Counterpart of Adam in the Dead Sea Scrolls and in the Macarian Homilies» // "Mémorial Annie Jaubert (1912—1980), " Xristianskij Vostok 4.10 (2002) 740—755
- Andrei Orlov «The Flooded Arboretums: The Garden Traditions in the Slavonic Version of 3 Baruch and in the Book of Giants» // Catholic Biblical Quarterly[англ.] 65 (2003) 184—201
- Andrei Orlov "On the Polemical Nature of 2 (Slavonic) Enoch: A Reply to C. Bottrich, " // Journal for the Study of Judaism 34 (2003) 274—303
- Andrei Orlov "Celestial Choirmaster: The Liturgical Role of Enoch-Metatron in 2 Enoch and Merkabah Tradition, " // Journal for the Study of the Pseudepigrapha[англ.] 14.1 (2004) 3-29
- Andrei Orlov "Noah’s Younger Brother Revisited: Anti-Noachic Polemics and the Date of 2 (Slavonic) Enoch, « // Henoch[англ.] 26 (2004) 172—187
- Andrei Orlov »'Without Measure and Without Analogy:' Shiur Qomah Traditions in 2 (Slavonic) Enoch, " // Journal of Jewish Studies 56 (2005) 224—244
- Andrei Orlov "Resurrection of Adam’s Body: The Redeeming Role of Enoch-Metatron in 2 (Slavonic) Enoch, " // From Apocalypticism to Merkabah Mysticism: Studies in the Slavonic Pseudepigrapha (JSJSup., 114; Leiden: Brill, 2006) 231—236
- Andrei Orlov «The Heirs of the Enochic Lore: ‘Men of Faith’ in 2 Enoch 35:2 and Sefer Hekhalot 48D:10,» // The Theophaneia School: Jewish Roots of Eastern Christian Mysticism (Scrinium III; eds. B. Lourié and A. Orlov; St. Petersburg: Byzantinorossica, 2007) 451—463
- "The Heir of Righteousness and the King of Righteousness: The Priestly Noachic Polemics in 2 Enoch and the Epistle to the Hebrews, " // Journal of Theological Studies 58.1 (2007) 45-65
- Andrei Orlov "Moses' Heavenly Counterpart in the Book of Jubilees and the Exagoge of Ezekiel the Tragedian, " Biblica 88 (2007) 153—173
- Andrei Orlov «Roles and Titles of the Seventh Antediluvian Hero in the Book of the Similitudes: A Departure from the Traditional Pattern?» // Enoch and the Messiah Son of Man: Revisiting the Book of Parables (ed. G. Boccaccini; Crand Rapids: Eerdmans, 2007) 110—136
- Andrei Orlov "Praxis of the Voice: The Divine Name Traditions in the Apocalypse of Abraham, « //Journal of Biblical Literature 127.1 (2008) 53-70
- Andrei Orlov »'The Gods of My Father Terah’: Abraham the Iconoclast and the Polemics with the Divine Body Traditions in the Apocalypse of Abraham, " // Journal for the Study of the Pseudepigrapha[англ.] 18.1 (2008) 33-53
- Andrei Orlov "The Pillar of the World: The Eschatological Role of the Seventh Antediluvian Hero in 2 (Slavonic) Enoch, " // Henoch[англ.] 30.1 (2008) 119—135
- Andrei Orlov "In the Mirror of the Divine Face: The Enochic Features of the Exagoge of Ezekiel the Tragedian, " // The Significance of Sinai: Traditions about Sinai and Divine Revelation in Judaism and Christianity (eds. G. Brooks, H. Najman, L. Stuckenbruck; Themes in Biblical Narrative, 13; Leiden: Brill, 2008) 183—199
- Andrei Orlov "The Pteromorphic Angelology of the Apocalypse of Abraham, " // Catholic Biblical Quarterly[англ.] 72 (2009) 830—842
- Andrei Orlov "Arboreal Metaphors and Polemics with the Divine Body Traditions in the Apocalypse of Abraham, " // Harvard Theological Review[англ.] 102 (2009) 439—451
- Andrei Orlov "The Eschatological Yom Kippur in the Apocalypse of Abraham: Part I: The Scapegoat Ritual, " // Symbola Caelestis. Le symbolisme liturgique et paraliturgique dans le monde Chrétien (Scrinium, 5; eds. A. Orlov and B. Lourié; Piscataway: Gorgias Press, 2009) 79-111